# پی‌فم
پی‌فَـم (انگلیسی: Pfam) که در انگلیسی برگرفته از عبارت «Protein families» است، یک پایگاه داده از خانواده‌های پروتئین است که حاوی توصیف و توضیح‌نویسی و همچنین هم‌ترازسازی چند توالی است که با استفاده از مدل پنهان مارکوف ایجاد شده‌است. جدیدترین نسخهٔ پی‌فَـم، نسخهٔ ۳۳٫۱ است که در ماه مه ۲۰۲۰ میلادی به‌روزرسانی شد و ۱۸٬۲۵۹ خانوادهٔ پروتئینی را در بر می‌گیرد.
پژوهشگران با مراجعه به پی‌فَـم می‌توانند برای هر خانوادهٔ پروتئینی، این موارد را ببینند:
- توصیف هر خانوادهٔ پروتئینی
- مشاهدهٔ هم‌ترازسازی چند توالی
- دیدن ساختار دومین پروتئین
- بررسی توزیع گونه‌ای
- ردگیری و تعقیب پیوندها به سایر پایگاه‌های داده
- مشاهدهٔ ساختمان‌های شناخته‌شدهٔ پروتئین‌ها